# AUV Abyss
Das AUV Abyss ist ein in Pocasset/Massachusetts von der US-amerikanischen Firma Hydroid für die Ozeanforschung gebautes Unterwasserfahrzeug. AUV steht für Autonomous Underwater Vehicle. Der Name leitet sich vom Begriff „Abyssal“, der den Meeresboden zwischen 2000 m und 6000 m bezeichnet, und seinem Einsatzort ab. Es hat die Möglichkeit durch ein Echolot den Meeresboden zu kartieren sowie mittels diverser Sensoren physikalische Parameter der Wassersäule zu messen. Betrieben wird das System mit hochmodernen Lithiumbatterien, die eine Tauchzeit von max. 22 Stunden ermöglichen.

## Aktuelle Ausstattung
- eine Leitfähigkeits-, Temperatur- und Drucksonde (CTD)
- ein Partikelsensor
- ein hochauflösendes Fächer-Echolot
- ein Seitensichtsonar
- ein Sonar, das Tiefenprofile des Sediments erstellt
- eine Fotokamera zur Kartierung und Dokumentation des Meeresbodens

## Bestand
Mit Stand März 2014 existieren drei Exemplare des Typs, von denen eines beim Helmholtz-Zentrum für Ozeanforschung (Geomar) in Kiel, die beiden anderen bei der Woods Hole Oceanographic Institution in den USA beheimatet sind.

## Einsatz
Das AUV Abyss ist so konzipiert, dass es auf allen mittleren und großen Forschungsschiffen eingesetzt werden kann. Extra für das System konzipiert wurde ein spezieller Rahmen (LARS), über den das Aussetzen und Einholen des AUV über das Schiffsheck oder die Seite erfolgen kann.
Alle drei AUV Abyss gemeinsam kamen im Frühjahr 2011 bei der Suche nach dem Wrack von Air-France-Flug 447 im Atlantik zum Einsatz.